# Puluhan (Jatinom)
Puluhan is een bestuurslaag in het regentschap Klaten van de provincie Midden-Java, Indonesië. Puluhan telt 2058 inwoners (volkstelling 2010).